# Chất hướng thần
1. Cocaine
2. Crack cocaine
3. Methylphenidate (Ritalin)
4. Ephedrine
5. MDMA (thuốc lắc)
6. Peyote (mescaline)
7. Tem LSD
8. Nấm psilocybin (Psilocybe cubensis)
9. Salvia divinorum
10. Diphenhydramine (Benadryl)
11. Nấm Amanita muscaria
12. Tylenol 3 (acetaminophen/codeine)
13. Codeine với chất giãn cơ
14. Thuốc lá tẩu
15. Bupropion
16. Cần sa
17. Hashish
18. Ayahuasca

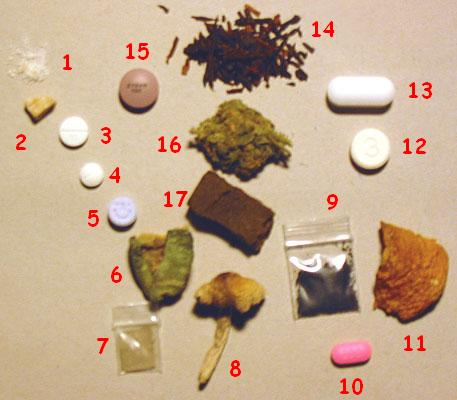
Một số chất hướng thần:

Chất hướng thần là một chất hóa học làm thay đổi chức năng não và dẫn đến sự thay đổi trong nhận thức, tâm trạng, ý thức, nhận thức hoặc hành vi. Những chất này có thể được sử dụng trong y tế ; dùng để giải trí; nhằm mục đích cải thiện hiệu suất hoặc thay đổi ý thức của một người; như các chất entheogen; cho các mục đích nghi lễ, tâm linh hoặc pháp sư; hoặc để nghiên cứu. Một số loại thuốc thần kinh, có giá trị điều trị, được kê toa bởi các bác sĩ và các chuyên gia chăm sóc sức khỏe khác. Các ví dụ bao gồm thuốc gây mê, thuốc giảm đau, thuốc chống co giật và thuốc chống loạn thần cũng như các loại thuốc dùng để điều trị rối loạn tâm thần kinh, như thuốc chống trầm cảm, thuốc giải lo âu, thuốc chống loạn thần và thuốc kích thích. Một số chất tâm thần có thể được sử dụng trong các chương trình cai nghiện ,nhanh chóng phục hồi chức năng cho những người phụ thuộc hoặc nghiện các loại thuốc tâm thần khác nhau .
Các chất ảnh tâm thần thường nó sẽ mang lại sự thay đổi chủ quan của mình (mặc dù có thể được quan sát một cách khách quan vệ ) về ý thức và tầm tâm trạng mà người dùng có thể thấy bổ ích và dễ chịu ,thoả mãn (ví dụ, hưng phấn ngọc hào qropilee hoặc cảm giác thư giãn và sự thư thái cho tâm hồn) hoặc thuận lợi (ví dụ như tăng sự tỉnh táo, bật tung năng lượng) và do đó củng cố. Các chất vừa bổ ích vừa củng cố tích cực có khả năng gây ra tình trạng nghiện   - sử dụng ma túy bắt buộc bất chấp hậu quả tiêu cực. Ngoài ra, việc sử dụng bền vững một số chất có thể tạo ra sự phụ thuộc về thể chất hoặc tâm lý hoặc cả hai, liên quan đến hội chứng cai nghiện thể chất hoặc tâm lý - cảm xúc tương ứng. Phục hồi chức năng ma túy để giảm nghiện, thông qua sự kết hợp của tâm lý trị liệu, các nhóm hỗ trợ và các chất tâm thần khác. Ngược lại, một số loại thuốc thần kinh có thể khó chịu đến mức người đó sẽ không bao giờ sử dụng chất này nữa. Điều này đặc biệt đúng với một số chất gây mê sảng (ví dụ cà độc dược), các chất gây cảm giác phân tách mạnh mẽ (ví dụ Salvia divinorum), và chất thức thần cổ điển (ví dụ LSD, psilocybin), dưới hình thức "bad trip".
Lạm dụng thuốc, phụ thuộc và nghiện các chất gây nghiện đã dẫn đến các biện pháp pháp lý và tranh luận đạo đức. Kiểm soát của chính phủ về sản xuất, cung cấp và cố gắng theo toa để giảm sử dụng thuốc y tế có vấn đề. Những lo ngại về đạo đức cũng đã được đưa ra về việc sử dụng quá mức các loại thuốc này trên lâm sàng và về việc tiếp thị của họ bởi các nhà sản xuất. Các chiến dịch phổ biến để hợp pháp hóa hoặc hợp pháp hóa việc sử dụng ma túy giải trí nhất định (ví dụ cần sa) cũng đang diễn ra.
Đây là danh sách các loại thuốc rất nổi tiếng có tác dụng tâm thần. Chúng có thể là hợp pháp và bất hợp pháp tùy thuộc vào quốc gia.
- Rượu
- Nicotin
- Caffeine
- Cần sa
- Methamphetamine
- Cocaine
- Heroin
- Thuốc lắc
- LSD
- Xanax
- Fentanyl
- Percocet